# 六棱茎冷水花
六棱茎冷水花（学名：Pilea hexagona）是荨麻科冷水花属的植物。分布于越南以及中国大陆的云南等地，生长于海拔200米的地区，一般生长在山坡半阴坡潮湿处石上，目前尚未由人工引种栽培。